# Lew Brown
Pour les articles homonymes, voir Brown.
Cet article possède un paronyme, voir Lewis Brown.
Lew Brown, né Louis Brownstein le 10 décembre 1893 à Odessa (Empire russe) et mort le 5 février 1958 à New York (États-Unis), est un parolier américain de chansons populaires.

## Filmographie

### Au cinéma

#### Acteur
- 1932 : Morton Downey in America's Greatest Composers Series, #2
- 1934 : Le Ministère des amusements (Stand Up and Cheer!) de Hamilton MacFadden : Voix de Jimmy Durante Penguin (voix, non crédité)

#### Producteur
- 1930 : L'Amour en l'an 2000
- 1931 : Indiscret
- 1934 : Stand Up and Cheer!

#### Parolier
- 1926 : Modern Song and Syncopation
- 1927 : Aunt Jemima: The Original Fun Flour Maker
- 1927 : Broadway's Queen of Jazz
- 1928 : Abe Lyman and His Orchestra
- 1928 : Dolly Connolly & Percy Wenrich
- 1928 : Dorothy Whitmore
- 1928 : Down South
- 1928 : In Old Arizona
- 1928 : Jesse Stafford and His Orchestra
- 1928 : Le Fou chantant (chanson Sonny Boy)
- 1928 : Les Nouvelles Vierges
- 1928 : Melodious Moments
- 1928 : Song Impressions
- 1928 : The Ham What Am
- 1929 : Bosko the Talk-Ink Kid
- 1929 : Chantage
- 1929 : Chante-nous ça !
- 1929 : Harry Fox and His Six American Beauties
- 1929 : Hollywood chante et danse
- 1929 : La Vie en rose
- 1929 : The Song of Love
- 1929 : Têtes brûlées
- 1930 : Follow Thru
- 1930 : Follow the Leader
- 1930 : Good News
- 1930 : Hold Everything
- 1930 : I Came First
- 1930 : L'Amour en l'an 2000
- 1930 : One Good Turn
- 1930 : Rain or Shine
- 1930 : The Big Pond
- 1931 : A Holy Terror
- 1931 : I'd Climb the Highest Mountain
- 1931 : Indiscret
- 1931 : Le Champion
- 1931 : One More Time
- 1931 : The Cisco Kid
- 1931 : Thrills of Yesterday
- 1932 : A Hunting We Will Go
- 1932 : A Rhapsody in Black and Blue
- 1932 : Hide and Seek
- 1932 : Romantic Melodies
- 1932 : Two Seconds
- 1932 : You Try Somebody Else
- 1933 : Grand Slam
- 1933 : March of the Movies
- 1934 : Carolina
- 1934 : Change of Heart
- 1934 : Les Nuits de New York (Now I'll Tell) d'Edwin J. Burke
- 1934 : Le Ministère des amusements (Stand Up and Cheer!) de Hamilton MacFadden
- 1934 : Star Night at the Cocoanut Grove
- 1934 : The Loudspeaker
- 1935 : By Request
- 1935 : George White's 1935 Scandals de  George White,  Harry Lachman et James Tinling
- 1935 : Splendeur (Splendor)
- 1936 : Clyde Lucas and His Orchestra
- 1936 : Flippen's Frolics
- 1936 : La Musique vient par ici
- 1936 : Strike Me Pink
- 1936 : The Singing Kid
- 1937 : Hollywood Hotel
- 1937 : New Faces of 1937
- 1937 : Stand-In
- 1937 : Vogues 38
- 1938 : Hard to Get
- 1938 : Hold That Co-ed
- 1938 : Straight, Place and Show
- 1938 : Tarnished Angel (en) de Leslie Goodwins
- 1939 : Barricade
- 1939 : Conspiracy
- 1939 : These Glamour Girls
- 1940 : Dance, Girl, Dance
- 1940 : Young People
- 1941 : Associés sans honneur
- 1941 : Birth of the Blues
- 1941 : Down Mexico Way
- 1941 : Her First Beau
- 1941 : L'Homme de la rue
- 1941 : La Chanson du passé
- 1941 : Mail Train
- 1941 : Minstrel Days
- 1941 : Skinnay Ennis and His Orchestra
- 1941 : The Alley Cat
- 1942 : Casablanca
- 1942 : Ceux qui servent en mer
- 1942 : La Folle Histoire de Roxie Hart
- 1942 : Yokel Boy
- 1943 : Et la vie recommence
- 1943 : How's About It
- 1943 : La Du Barry était une dame
- 1943 : La Parade aux étoiles
- 1943 : Mademoiselle ma femme
- 1943 : Requins d'acier
- 1943 : Swing Fever
- 1943 : La souris part en guerre (The Yankee Doodle Mouse)
- 1943 : Un nommé Joe
- 1944 : Happy-Go-Nutty
- 1944 : Hollywood Parade
- 1944 : Les Trois gloires
- 1944 : Lifeboat
- 1944 : The Hour Before the Dawn
- 1945 : Broadway en folie
- 1945 : Ah, quel scandale ! (George White's Scandals) de Felix E. Feist
- 1945 : La Blonde incendiaire
- 1945 : The Dolly Sisters
- 1946 : J'étais un prisonnier
- 1946 : Margie
- 1946 : Okay for Sound
- 1947 : Feux croisés
- 1947 : Vive l'amour
- 1948 : Bill and Coo
- 1948 : Furie sauvage (en)
- 1948 : When My Baby Smiles at Me
- 1949 : Je chante pour vous
- 1949 : Make Believe Ballroom
- 1949 : School House
- 1949 : Un homme de fer
- 1949 : You're My Everything
- 1950 : Le Bistrot du péché
- 1950 : The Frank Sinatra Show
- 1951 : Elle cherche un millionnaire
- 1952 : Des jupons à l'horizon
- 1952 : Farlig kurva
- 1952 : Our Miss Brooks
- 1952 : Six filles cherchent un mari
- 1952 : The Colgate Comedy Hour
- 1952 : Le Chanteur de jazz (The Jazz Singer)
- 1952 : Un refrain dans mon cœur
- 1953 : All Star Revue
- 1953 : Mister Peepers
- 1953 : The Ford 50th Anniversary Show
- 1954 : I Love Lucy (série télévisée)
- 1954 : Une étoile est née
- 1955 : Les Pièges de la passion
- 1955 : Mélodie interrompue
- 1955 : Ralph Marterie and His Orchestra
- 1955 : Sincerely Yours
- 1956 : General Electric Theater
- 1956 : La Joie de vivre
- 1956 : Les Rois du jazz
- 1956 : Rira bien
- 1956 : Benny Goodman (The Benny Goodman Story)
- 1956 : The Rosemary Clooney Show
- 1956 : Tu seras un homme, mon fils
- 1956 : Un lapin cabot (Wideo Wabbit)
- 1957 : Home
- 1957 : Spring Reunion
- 1957 : The Edsel Show
- 1957 : The Lux Show
- 1957 : The Nat King Cole Show
- 1958 : Perry Como's Kraft Music Hall
- 1958 : The Eddie Fisher Show
- 1958 : Universal Special: The Wildest
- 1959 : At the Movies
- 1959 : Bing Crosby and Dean Martin Present High Hopes
- 1959 : Desert Mice
- 1959 : The Frank Sinatra Timex Show: An Afternoon with Frank Sinatra
- 1960 : Dobie Gillis
- 1960 : Intrigues à Hawaï (Hawaiian Eye)
- 1960 : Les Incorruptibles
- 1960 : M Squad
- 1960 : Soft Lights and Sweet Music
- 1960 : Startime (série télévisée)
- 1960 : The Garry Moore Show
- 1960 : The Roaring 20's
- 1960 : The Steve Allen Plymouth Show
- 1961 : Playboy's Penthouse
- 1962 : Arthur Freed's Hollywood Melody
- 1962 : Julie and Carol at Carnegie Hall
- 1962 : The Bell Telephone Hour
- 1963 : Chapeau melon et bottes de cuir
- 1963 : Maskenball bei Scotland Yard - Die Geschichte einer unglaublichen Erfindung
- 1963 : The Danny Kaye Show
- 1963 : The Jerry Lewis Show
- 1963 : The Jimmy Dean Show
- 1963 : The Judy Garland Show
- 1964 : A Carol for Another Christmas
- 1964 : Judy Garland in Concert
- 1964 : Shindig !
- 1964 : Swingers' Paradise
- 1964 : The Joey Bishop Show
- 1965 : Première Victoire
- 1966 : Bien joué Matt Helm
- 1966 : Mickie Finn's
- 1967 : Les Douze Salopards
- 1967 : Stimulantia
- 1967 : The Cool Ones
- 1968 : Dean Martin Presents the Golddiggers
- 1968 : Magic of Marlene
- 1969 : On achève bien les chevaux
- 1969 : This Is Tom Jones
- 1970 : Jimmy Durante Presents the Lennon Sisters
- 1970 : The Bob Hope Show
- 1971 : Loving Memory
- 1971 : Our American Musical Heritage
- 1972 : Dieu et mon droit
- 1973 : A Summer Without Boys
- 1973 : An Evening with Marlene Dietrich
- 1973 : La Barbe à papa
- 1973 : The Benny Hill Show
- 1974 : All in the Family
- 1974 : Il était une fois Hollywood
- 1974 : Nous sommes tous des voleurs
- 1974 : Spéciale Première
- 1974 : The Ernie Sigley Show
- 1974 : The Mary Tyler Moore Show
- 1975 : T'as pas 100 balles ?
- 1975 : The Graham Kennedy Show
- 1976 : Mikey et Nicky
- 1976 : Nickelodeon
- 1976 : Rhoda
- 1976 : The Ritz
- 1977 : Soap
- 1977 : The George Burns One-Man Show
- 1978 : De Mike Burstyn show
- 1978 : Happy Days - Les Jours heureux
- 1978 : M.A.S.H.
- 1979 : Archie Bunker's Place
- 1979 : Something Short of Paradise
- 1979 : The 33rd Annual Tony Awards
- 1979 : Yanks
- 1980 : Falling in Love Again
- 1981 : George Burns' Early, Early, Early Christmas Special
- 1981 : Remember When...
- 1981 : Tout l'or du ciel
- 1982 : It Came from Hollywood
- 1982 : Toto
- 1983 : American Teenagers
- 1983 : Death and Transfiguration
- 1983 : Le Souffle de la guerre
- 1983 : Les Survivants (The Survivors)
- 1983 : Zelig
- 1984 : Capitaine Furillo
- 1984 : La croisière s'amuse
- 1985 : Esperando la carroza
- 1985 : Garçon choc pour nana chic
- 1985 : The Tonight Show Starring Johnny Carson
- 1986 : La Brûlure
- 1986 : Sharon, Lois and Bram's Elephant Show
- 1987 : Radio Days
- 1988 : Biloxi Blues
- 1988 : Last of the Summer Wine
- 1989 : Frank, Liza and Sammy: The Ultimate Event
- 1989 : War and Remembrance
- 1990 : Bienvenue au Paradis d'Alan Parker
- 1990 : Cheers
- 1990 : Femmes d'affaires et Dames de cœur
- 1990 : L'Échelle de Jacob
- 1990 : Missing Persons
- 1990 : Pretty Woman
- 1992 : Les blancs ne savent pas sauter
- 1992 : MGM: When the Lion Roars
- 1992 : Maris et Femmes
- 1993 : Meurtre mystérieux à Manhattan
- 1993 : Twenty Bucks
- 1994 : Baseball
- 1994 : Radioland Murders
- 1995 : Barbra: The Concert
- 1995 : Les Vendanges de feu
- 1995 : Un ménage explosif (Roommates)
- 1996 : Troisième planète après le Soleil
- 1996 : Jack
- 1996 : Le Temps d'aimer
- 1996 : Tout le monde dit I love you
- 1997 : C'est ça l'amour ?
- 1997 : Lolita
- 1997 : Wild Man Blues
- 1998 : Celebrity
- 1998 : Frasier
- 1998 : Les Rois du Texas
- 1998 : Méli-Mélo
- 1998 : Vous avez un mess@ge
- 1999 : Accords et Désaccords
- 1999 : Buena Vista Social Club
- 1999 : Carrie 2 - La Haine
- 1999 : Jakob le menteur
- 1999 : La neige tombait sur les cèdres
- 1999 : Prémonitions
- 1999 : Skinnamarink TV
- 1999 : Une vie à deux
- 2000 : Brendan et Trudy
- 2000 : Chain of Fools
- 2000 : Loser
- 2000 : The Last of the Blonde Bombshells
- 2000 : The Mrs Bradley Mysteries
- 2000 : Tout le monde aime Raymond
- 2001 : Enigma
- 2001 : Invincible
- 2001 : Marlene Dietrich: Her Own Song
- 2002 : Hé Arnold !Le Film
- 2002 : La Soledad era esto
- 2002 : Sinatra: The Classic Duets
- 2002 : Uncle Frank
- 2003 : Live and Swingin': The Ultimate Rat Pack Collection
- 2003 : Mwah ! The Best of the Dinah Shore Show
- 2003 : Norah Jones: Live in New Orleans
- 2003 : Northfork
- 2004 : Adorable Julia
- 2004 : Dean Martin : Encore
- 2004 : Independent Lens
- 2004 : Melinda et Melinda
- 2005 : Braqueurs amateurs
- 2005 : Gilmore Girls
- 2005 : The Clan
- 2006 : An American Girl on the Home Front
- 2006 : Click
- 2006 : Future by Design
- 2006 : Jools's Hootenanny
- 2006 : Les Soprano
- 2007 : Flics toujours
- 2007 : L'École de tous les talents
- 2007 : Le Dragon des mers : La Dernière Légende
- 2008 : Hollywood Singing and Dancing : A Musical History - The 1920s : The Dawn of the Hollywood Musical
- 2009 : An Englishman in New York
- 2009 : Ma vie pour la tienne
- 2009 : Moonlight Serenade
- 2009 : My Music: The Big Band Years
- 2010 : Devil
- 2010 : Lennon Naked
- 2010 : Mafia II
- 2010 : Nanny McPhee et le Big Bang
- 2010 : The Tonight Show with Jay Leno
- 2010 : Vous allez rencontrer un bel et sombre inconnu
- 2011 : De l'eau pour les éléphants
- 2011 : Le Rite
- 2011 : Mildred Pierce
- 2012 : Cogan - Killing Them Softly
- 2012 : Le Choc des générations
- 2012 : Lore
- 2012 : Sur la route
- 2012 : The Master
- 2012 : Vegas
- 2013 : Alan Partridge : Alpha Papa
- 2013 : Perfect Mothers
- 2014 : Altman
- 2014 : Mad Men
- 2014 : Magic in the Moonlight
- 2014 : Strictly Come Dancing
- 2015 : Gotham
- 2015 : House of Cards
- 2015 : Mozart in the Jungle
- 2015 : Pretty Little Liars
- 2016 : Les Animaux fantastiques
- 2016 : Somebody's Darling
- 2016 : Vince Giordano: There's a Future in the Past
- 2017 : Le Grand jeu
- Date inconnue : American Masters
- Date inconnue : Boardwalk Empire
- Date inconnue : Dad's Army
- Date inconnue : Great Performances : Dance in America
- Date inconnue : La Famille des collines
- Date inconnue : Land Girls
- Date inconnue : Le Muppet Show
- Date inconnue : Make Room for Daddy
- Date inconnue : Texaco Star Theatre
- Date inconnue : The Dean Martin Show (en)
- Date inconnue : The Dinah Shore Chevy Show
- Date inconnue : The Ed Sullivan Show
- Date inconnue : The Lawrence Welk Show
- Date inconnue : The Tennessee Ernie Ford Show
- Date inconnue : Webster

#### Scénariste
- 1929 : La Vie en rose
- 1930 : Follow Thru
- 1930 : Follow the Leader
- 1930 : Good News
- 1930 : L'Amour en l'an 2000
- 1931 : Flying High
- 1931 : Indiscret
- 1934 : Stand Up and Cheer!
- 1938 : Straight Place and Show
- 1947 : Vive l'amour
- 1951 : Musical Comedy Time